# Jens-Rainer Allenberg

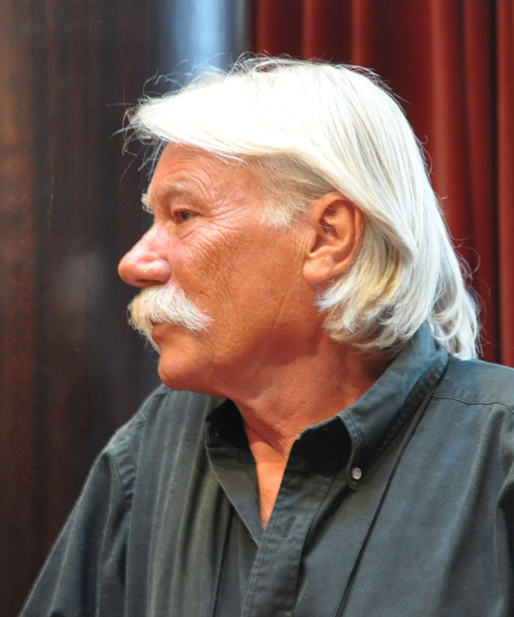
Jens-Rainer Allenberg

Jens-Rainer Allenberg (* 16. März 1942 in Königsberg (Preußen)) ist ein deutscher Chirurg und Künstler. Er gilt als Wegbereiter der Gefäßchirurgie in Europa.

## Leben
Jens-Rainer Allenberg wurde in Königsberg geboren. Sein Vater Martin Allenberg war Oberstudienrat und nebenbei begeisterter Jazzer, Dichter und Maler, der Bruder Detlef Allenberg (Oberstudiendirektor) ist ebenfalls Maler und Plastiker. 1945 flüchtete die Familie von Königsberg (Preußen) nach Hamburg, wo Jens-Rainer Allenberg die Schule besuchte und 1962 am humanistischen Gymnasium Christianeum sein Abitur ablegte. Im gleichen Jahr begann er das Studium der Humanmedizin in Heidelberg.
Bereits im ersten Semester eröffnete er zusammen mit dem Maler und Architekten Fritz Jarchov in Heidelberg die „WERKSTATT 2“, eine Werkstatt für Malerei und Druckgrafik. 1968 legte Allenberg sein medizinisches Staatsexamen ab. Seine chirurgische Ausbildung absolvierte er zunächst in der experimentellen Chirurgie bei Johannes Schmier und wechselte nach einem Jahr an die chirurgische Universitätsklinik zu Fritz Linder. Dieser erkannte und förderte das operative Talent von Jens-Rainer Allenberg und ermöglichte ihm Gastaufenthalte in Los Angeles (Professor Longmire, Professor Malony), San Francisco (American College of Surgeons), New Orleans (Professor Ochsner, Professor Drapanas) und New York (Professor Spencer). Weitere Stationen seines wissenschaftlichen Schaffens waren:
1971 approbierte Allenberg als Arzt und  promovierte an der Fakultät für Klinische Medizin I der Universität Heidelberg zum Thema Wirkungen der zentralen Sympathikolyse vor und während des standardisierten hämorrhagischen Schocks (magna cum laude Professor Schmier). Von 1973 bis 1975 war er Stabsarzt der Bundeswehr im Territorialkommando Süd. Drei Jahre später wurde er Facharzt für Chirurgie. Im Jahr 1979 wurde Allenberg Oberarzt der Chirurgischen Universitätsklinik (Fritz Linder) sowie Leiter der Sektion Gefäßchirurgie. 1980 erfolgte Allenbergs Habilitation an der Universität Heidelberg zum Thema Linksventrikuläre Funktion und Myocarddurchblutung direkt und ein Jahr nach koronarer Bypassoperation beim Hund. 1981 wurde er Leiter der Abteilung für Gefäßchirurgie der Chirurgischen Universitätsklinik Heidelberg (Christian Herfarth), von 2001 bis 2007 war er ärztlicher Direktor der Klinik für Gefäßchirurgie an der Chirurgischen Universitätsklinik Heidelberg.

## Wissenschaftliches Wirken und Forschungsschwerpunkte
Schon früh galt der Gefäßchirurgie sein wissenschaftlich-medizinisches Interesse, sodass er oft auch als Wegbereiter der Gefäßchirurgie in Europa angesehen wird. Seine Forschungsschwerpunkte waren:
- Carotischirurgie (Mitglied des Steering-Comitees der SPACE-Studie)
- thorako-abdominelle Aortenaneurysmen mit endovasculärer und offen-chirurgischer Technik
- endovaskulären Behandlung von infrarenalen Aortenaneurysmen (Steering-Comitee-Mitglied der Lifepath Studie Europa)
- Therapie von Nierenarterienläsionen
- simultane endovaskuläre und periphere Gefäßchirurgie

## Ehrungen und Mitgliedschaften
Allenberg war Mitbegründer der Zeitschrift Gefäßchirurgie und Mitglied im Editorial Board vom World Journal of Surgery, European Journal of Vascular Surgery, Langenbeck’s Archives of Surgery, Der Chirurg, Chirurgische Allgemeine, Trauma und Berufskrankheit, Zeitschrift für Herz-, Thorax- und Gefäßchirurgie. Er war Autor und Co-Autor zahlreicher Bücher, Publikationen und Video-Filme sowie Mitbegründer des deutsch-schweizerisch-österreichischen vaskulären Trainingskurses und der Stiftung Vascular International (Schweiz). Er etablierte das jährlich noch heute stattfindende Symposium "Heisses Eisen" in Heidelberg und München.
Als Mitglied und z. T. langjähriges Vorstandsmitglied war Jens-Rainer Allenberg in zahlreichen wissenschaftlichen Gesellschaften aktiv:
- Deutsche Gesellschaft für Chirurgie (DGC)
- Berufsverband der Deutschen Chirurgen (BDC)
- Deutsche Gesellschaft für Gefäßchirurgie (Präsident 1997/1998)
- Deutsche Gesellschaft für Angiologie (DGA)
- European Society for Vascular Surgery (ESVS)
- Deutsche Gesellschaft für Thorax-, Herz und Gefäßchirurgie
- Association of International Vascular Surgeons (AIVS)
- Schweizerische Gesellschaft für Gefäßchirurgie (SGG)
- Österreichische Gesellschaft für Gefäßchirurgie (ÖGG)
- European Board of Surgery der UEMS
- Gründungsmitglied der International Society for Vascular  Surgery (ISVS)
- Ehrenmitglied der chilenischen Gesellschaft für Chirurgie
- Ehrenmitglied der Schweizerischen Gesellschaft für Gefäßchirurgie
- Ehrenmitglied der Royal Society for Vascular Surgery of Britain and Ireland
- Ehrenmitglied der Deutschen Gesellschaft für Gefäßchirurgie

## Künstlerisches Werk
Jens-Rainer Allenberg ist Autodidakt und kommt aus einer Künstlerfamilie, Vater Maler, Bruder Maler und Plastiker. Schon im ersten Semester in Heidelberg eröffnete Allenberg zusammen mit dem Maler und Architekten Fritz Jarchov in Heidelberg die „WERKSTATT 2“. Die Werkstatt für Malerei und Druckgrafik war während des Studiums und der nachfolgenden Berufsjahre bis zum heutigen Tage von großer Bedeutung für ihn. Die Tätigkeit als Chirurg und später als Universitätsprofessor ließ einerseits kaum Zeit für einen zweiten Beruf, andererseits war die Malerei zu einem notwendigen Ausgleich geworden. Die Malerei befruchtete sein chirurgisches Wirken, besonders in Hinsicht auf Innovation und neue Operationstechniken. Im Späteren kam zur Malerei noch die Arbeit an Plastiken und Skulpturen hinzu, was in besonderem Maße mit dem Fach Chirurgie verwandt ist. Malerei erfolgte in Lasurtechnik, Öl, später auch Acryl, Motiv durchgehend Menschen. Skulpturen waren anfangs gemischte Materialien, dann Bronze, seit etwa 2005 Stein und Beton. In den letzten Jahren beschäftigt sich Allenberg mit der Portraitmalerei, der Skulptur und hier hauptsächlich mit Steinskulpturen aus Feldstein und Stahlbeton. Er arbeitet in Heidelberg und seit 35 Jahren auch auf Mallorca in Son Barcelo/Cas Concos.

## Ausstellungen (Auswahl)
- Film und Kunst, Heidelberg, ständige Ausstellung, seit 2007
- Hofgut Schloß Langenzell, September 2013
- Museo Can Morey de Santmarti, Palma de Mallorca, Juni 2014

## Galerie

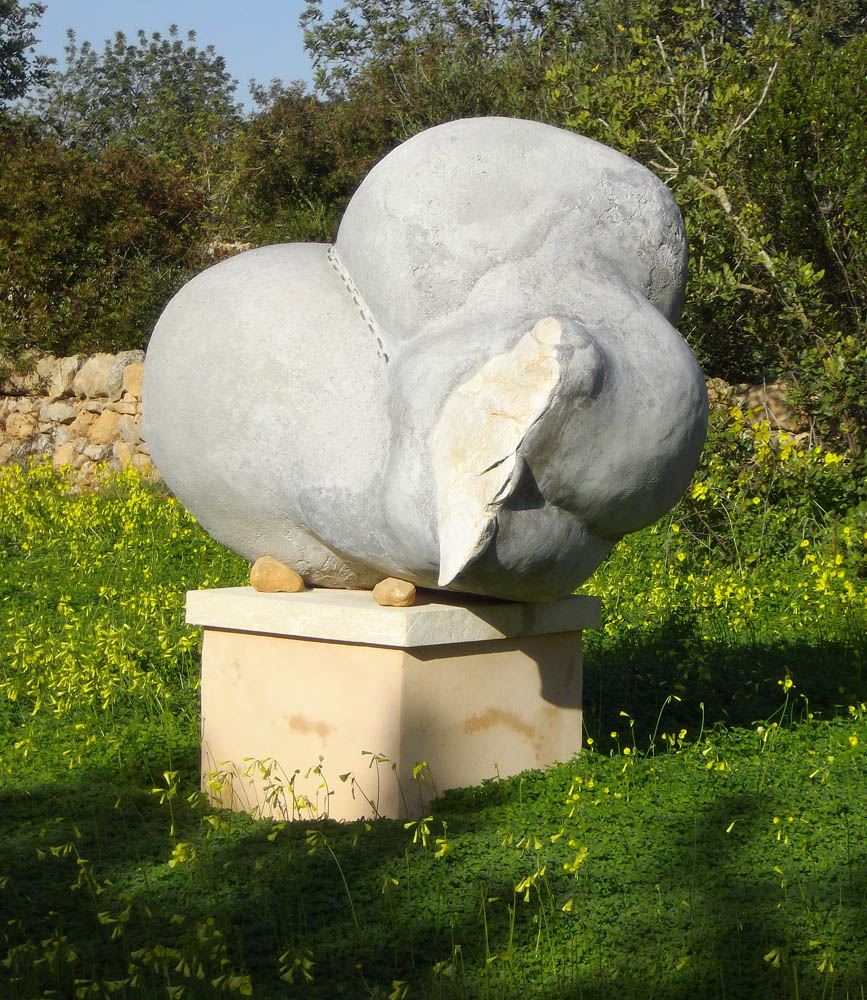
Culo 52, Feldstein/Beton, etwa 750 kg, 2011
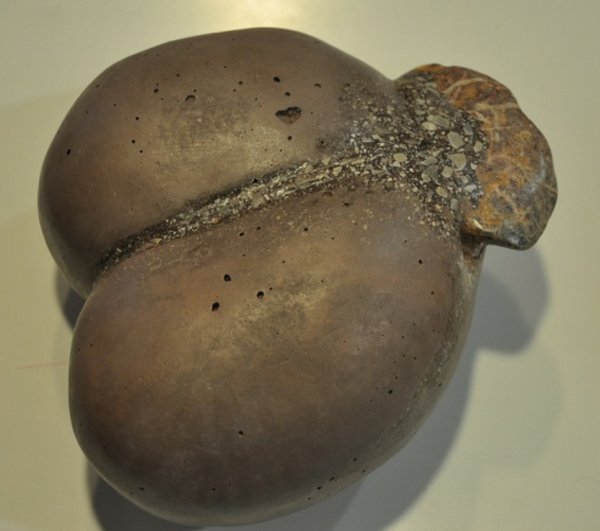
Culo 5/18, Feldstein/farbiger Beton, Edition Palma, 2014
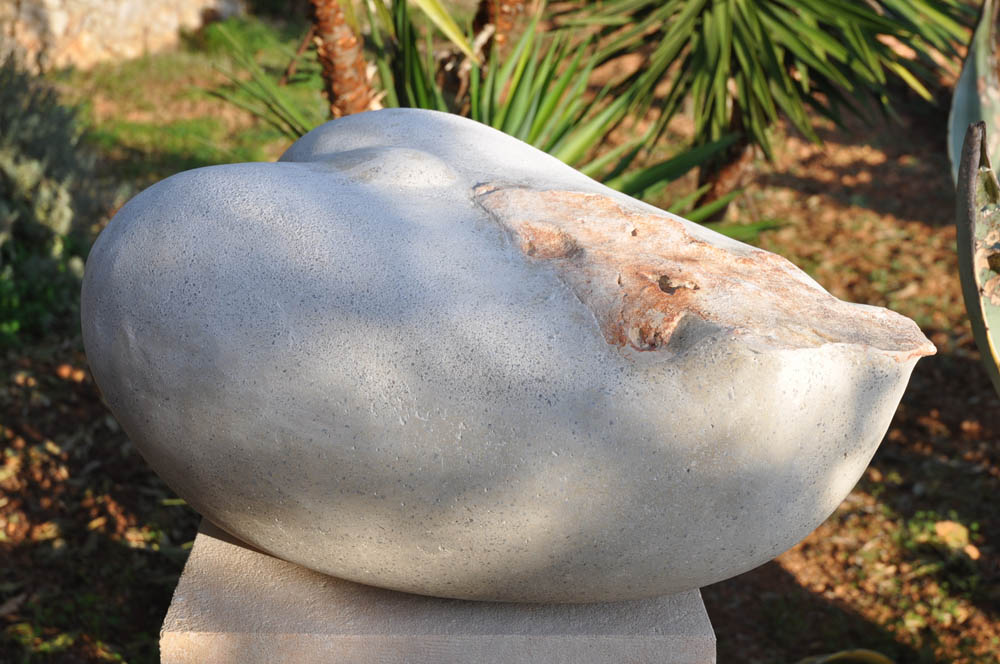
Culo 16, Mallorquinischer Feldstein/farbiger Stahlbeton, 2005
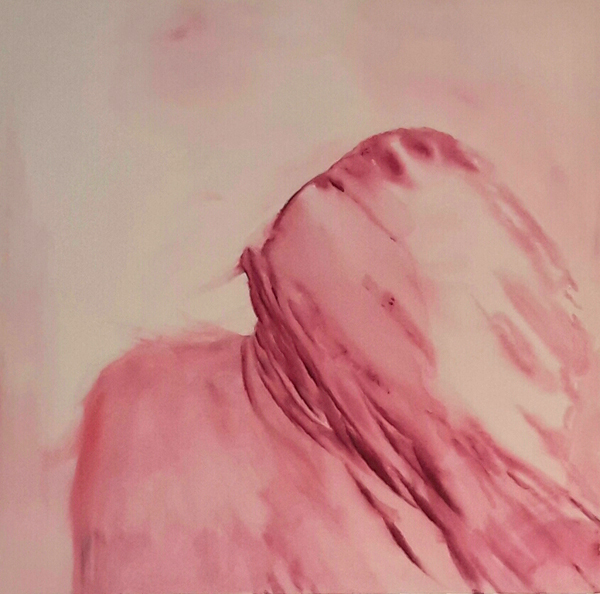
Portrait, Acryl auf Leinwand, 100 × 100 cm, 2014
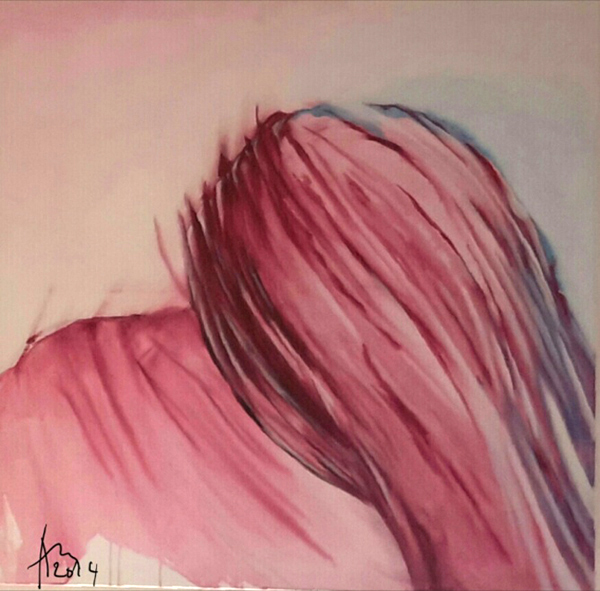
Portrait, Acryl auf Leinwand, 100 × 100 cm, 2014
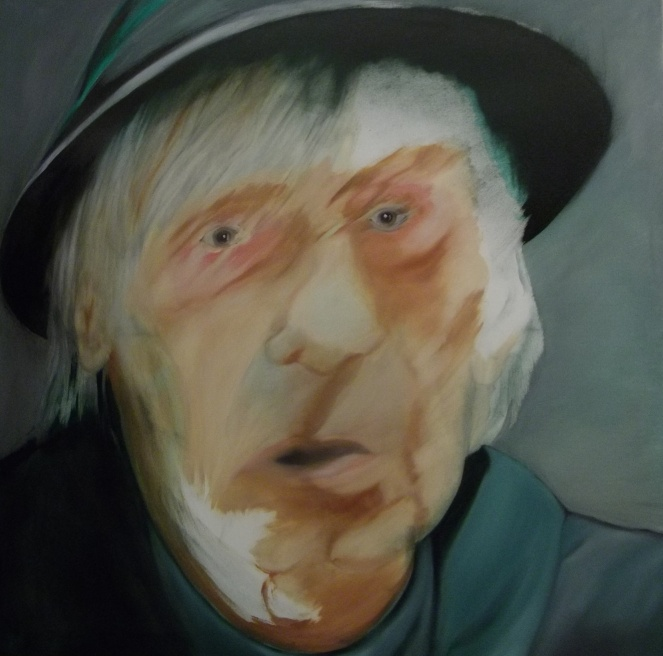
Abschied, Öl auf Leinwand, 100 × 100 cm, 2005